# Jordi Puigneró
Jordi Puigneró Ferrer (pronunciación en catalán: /ˈʒoɾ.di put͡ʃ.nə.ˈɾo  fə.ˈre/; San Cugat del Vallés, 2 de febrero de 1974) es un ingeniero y político español, miembro del partido independentista catalán Junts. Fue vicepresidente del Gobierno de la Generalidad de Catalunya, además de Consejero de Políticas Digitales y Territorio (mayo 2021-septiembre 2022). Anteriormente fue Consejero de Políticas Digitales y Administración Pública (2018-2021). El 28 de septiembre de 2022 fue cesado por el presidente Pere Aragonès por divergencias políticas entre ERC y Junts per Catalunya, hecho que propició posteriormente la salida de Junts del Gobierno de coalición. Es considerado el ideólogo e impulsor de la llamada «República Digital Catalana» y uno de los principales reivindicadores del traspaso completo del sistema ferroviario de Cercanías/Rodalies a la Generalidad de Cataluña.

## Biografía
Nacido en la rambla de Ribatallada de Sant Cugat del Vallès, cursó la Educación General Básica (EGB) en la escuela pública Jaume Ferrán y Clúa de Sant Cugat y el bachillerato (BUP) en el Instituto Pedagógico Sant Isidor (IPSI) de Barcelona. Ingeniero máster en Sistemas de Información por la Universidad de Surrey (Reino Unido, 1997) con experiencia en la empresa privada (Deutsche Bank e IBM). Desde el 5 de noviembre de 2013 dirige las políticas TIC del Gobierno de Cataluña, en un inicio como director general de Telecomunicaciones y Sociedad de la Información, posteriormente como Secretario de Telecomunicaciones, Ciberseguridad y Sociedad Digital de la Generalidad de Cataluña. En junio de 2018 fue nombrado consejero de Políticas Digitales y Administración Pública del Gobierno catalán. Desde mayo de 2021 hasta septiembre de 2022 fue Vicepresidente del Gobierno de Cataluña y Consejero de Políticas Digitales y Territorio. 
Entre sus principales iniciativas políticas en el ámbito digital destacan el despliegue de la fibra óptica de la Generalidad en todas las comarcas de Cataluña, la creación de una Agencia de Ciberseguridad, del Centro de Innovación en Datos y Inteligencia Artificial y del Centro Blockchain de Catalunya; impulsó la construcción del primer puerto digital de cables submarinos en Cataluña y el lanzamiento del primer nanosatélite del Gobierno catalán, que fue bautizado con el nombre enxaneta por niños y niñas de colegios catalanes en una votación popular. Durante la pandemia del COVID-19 aprobó el primer decreto de regulación del teletrabajo en la administración. Puigneró fue también uno de los principales negociadores de la renovación del contrato del Mobile World Congress hasta el 2030.
En septiembre de 2019 impulsó un proyecto para crear una identidad digital autosoberana para la ciudadanía de Cataluña, iniciativa que el Gobierno español bloqueó con medidas urgentes vía real decreto-ley. Dicho decreto está actualmente recurrido ante el Tribunal Constitucional y a la espera de resolución. Como responsable de las políticas de ciberseguridad, fue el primer Presidente de la Agencia de Ciberseguridad de Cataluña, organismo impulsado y puesto en marcha por él mismo después del ciberataque que sufrió el gobierno catalán durante la consulta sobre el futuro político de Cataluña del 9 de noviembre de 2014.
En el ámbito de las políticas territoriales hizo efectivo el traspaso del sistema ferroviario de Cercanías de Lérida a la Generalidad y aprobó una normativa que permitió frenar la construcción de más de 50.000 edificaciones en litoral catalán y más de 8.500 en las comarcas del Pirineo.

### Trayectoria política
Su carrera política se inició en las juventudes de Convergencia Democrática de Cataluña (JNC) donde empezó a militar en 1999. Tres años después, el 12 de diciembre de 2002 fue elegido presidente local de la JNC de San Cugat y el 20 de septiembre de 2003 presidente comarcal. Aquel mismo 2003 dio el salto a la política profesional al pasar a formar parte del equipo de gobierno municipal de Convergència i Unió como jefe de gabinete del alcalde Lluís Recoder.
En el XIII Congreso de CDC en 2004, Jordi Puigneró presentó una enmienda estableciendo que CDC no podía apoyar a la Constitución Europea si ésta no reconocía «la oficialidad del catalán al mismo nivel que otras lenguas de la UE con similar número de hablantes». Ganó contra pronóstico la votación en la dirección del partido por más del 80% de los votos y provocó el primer y único congreso extraordinario de CDC. Unos años más tarde, el 27 de octubre de 2009, Puigneró fue elegido presidente local de CDC en Sant Cugat, cargo que ocupó hasta el 22 de marzo de 2012.  En julio de 2016 formó parte de la asamblea fundacional del Partido Demócrata Catalán, formación que dejó en agosto de 2020 para pasar a militar en Junts per Catalunya.

### Trayectoria institucional
En el ámbito institucional, el 19 de septiembre de 2005 tomó posesión como concejal del Ayuntamiento de Sant Cugat en sustitución de su compañero Jaume Tubau, fallecido dos semanas antes. Desde entonces Puigneró ocupó diferentes responsabilidades en el equipo de gobierno, primero del alcalde Lluís Recoder y después de la alcaldesa Mercè Conesa, llegando a ser el segundo teniente de alcalde y concejal de Gobernación, Seguridad, Movilidad y Tecnología.
El 5 de noviembre de 2013 fue nombrado director general de Telecomunicaciones y Sociedad de la Información, y posteriormente fue ascendido a secretario de Telecomunicaciones, Ciberseguridad y Sociedad Digital del Gobierno de Cataluña. En junio de 2018 fue nombrado consejero de Políticas Digitales y Administración Pública del Gobierno de la Generalidad de Cataluña Desde mayo de 2021 es vicepresidente del Gobierno de Cataluña y consejero de Políticas Digitales y Territorio, cargo del que fue cesado el 29 de septiembre de 2022 por divergencias políticas entre ERC y Junts, hecho que propició posteriormente la salida de Junts del Gobierno de coalición.

## Vida privada
Padre de dos hijas, en 2009 perdió un hijo de 6 años de edad como consecuencia de un cáncer fulminante.
Amante y practicante del excursionismo de alta montaña, en 2014 coronó de forma consecutiva todos los tresmiles que tendría una Cataluña independiente, una ruta que fue publicada en 2015 bajo el nombre de 3Mils.cat por la editorial Alpina. A mediados de 2020 publicó el libro El 5è Poder, la República Digital a les teves mans con el sello Random House - La Campana.
Autor del prólogo de la web La Gran Mentira del Milenio del Institut Nova Història, Puigneró es un defensor de la veracidad de las ideas de Jordi Bilbeny «sobre cómo la censura española de la época reescribió la historia de Cristòfor Colom», y sostiene que tanto Cristóbal Colón como los demás miembros de la expedición que descubrió América eran catalanes.